# Four Seasons Resort Carmelo, Uruguay
Four Seasons Hotel Carmelo, Uruguay, hiện là Carmelo Resort & Spa và không còn trong chuỗi Four Seasons, là một khách sạn ở Nam Mỹ. Nó cũng có sân gôn và khu nghỉ mát. Khách sạn nằm cách Colonia, Di sản Thế giới được UNESCO công nhận, trong vòng một giờ nếu đi bằng ôtô.
Khách sạn đổi tên thành Carmelo Resort & Spa vào năm 2015, sau khi trở thành khách sạn Hyatt.

## Lịch sử
Hoàn thành vào năm 2002, khách sạn được thiết kế với cả kiến trúc Đông và Tây. Trong khi toát lên vẻ sang trọng tối giản của các khu nghỉ dưỡng Bali và Nhật Bản, các nhà thiết kế (Babey Moulton Jue & Booth có trụ sở tại San Francisco) đã kết hợp những ảnh hưởng từ Trung Quốc, Thái Lan, châu Âu và Nam Mỹ để kết hợp với nhau một cảm giác trầm ngâm nhưng quen thuộc. Khách sạn được bình chọn lần thứ 26 vào năm 2006 trên thế giới xuất sắc nhất vào Top 100 Resort / Khách sạn Giải thưởng Độc giả Travel + Leisure của Poll  và cấp bậc Best Hotels/ Resorts ở Nam Mỹ bởi Condé Nast Traveler  và Gallivanter vào năm 2007. Ngày nay, khách sạn có 20 nhà gỗ và 24 dãy phòng, trung tâm là một nhà nghỉ chính bốn tầng.

## Tiện nghi
Nó được biết đến với các dịch vụ và tiện nghi của nó. Khu nghỉ mát được xây dựng với sân gôn 18 lỗ par-72, được thiết kế bởi đội ngũ kiến trúc quốc tế tại American Golf Course Design LTDA.